# Sabella spallanzanii
Sabella spallanzanii is een borstelworm uit de familie Sabellidae. Sabella spallanzanii werd in 1791 voor het eerst wetenschappelijk beschreven door Johann Friedrich Gmelin.

## Kenmerken
Het lichaam van de worm bestaat uit een kop, een cilindrisch, gesegmenteerd lichaam en een staartstukje. De kop bestaat uit een prostomium (gedeelte voor de mondopening) en een peristomium (gedeelte rond de mond) en draagt gepaarde aanhangsels (palpen, antennen en cirri).
De soort kan zo'n 50 centimeter lang worden. Het dier leeft in een koker die is vastgehecht aan rotsen en boten. Met zijn waaiervormig hoofd filtert hij voedsel uit het water.

## Voorkomen
Sabella spallanzanii komt oorspronkelijk voor in de Middellandse Zee en de Europese Atlantische Oceaan, maar leeft ook als invasieve soort in Zuid-Australië. Hij werd er voor het eerst waargenomen in 1965 en komt anno 2013 voor tot in Sydney. Doordat de soort zich snel voortplant, met tot 50.000 eitjes per individu, kan hij er inheemse soorten verdringen. In sommige delen van Australië vormen ze een dicht tapijt in de zee. Ze zijn wellicht in Australië aangekomen als larven in ballastwater of als aangroei op de romp van commerciële schepen.